# دوش از مسجد سوی میخانه آمد پیر ما
غزلی با مطلع «دوش از مسجد سوی میخانه آمد پیر ما»، غزل شماره ۱۰ دیوان حافظ به تصحیح محمد قزوینی و قاسم غنی می‌باشد.